# Wichte (Morschen)
Wichte ist ein Ortsteil der Gemeinde Morschen im nordhessischen Schwalm-Eder-Kreis. 

## Geographie
Wichte liegt im nordöstlichen Knüllgebirge im Tal der Wichte, einem linken, westlichen Zufluss der Fulda. Höchste Erhebung ist neben dem Großen Steinkopf (449 m) der Sengeberg (420 m). 
Durch den Ort verläuft die Landesstraße 3225. Die Trasse der Schnellfahrstrecke Hannover–Würzburg durchquert den Westteil der Gemarkung im Sengebergtunnel (2807 m) und über die Heidelbach-Talbrücke (390 m).

## Geschichte

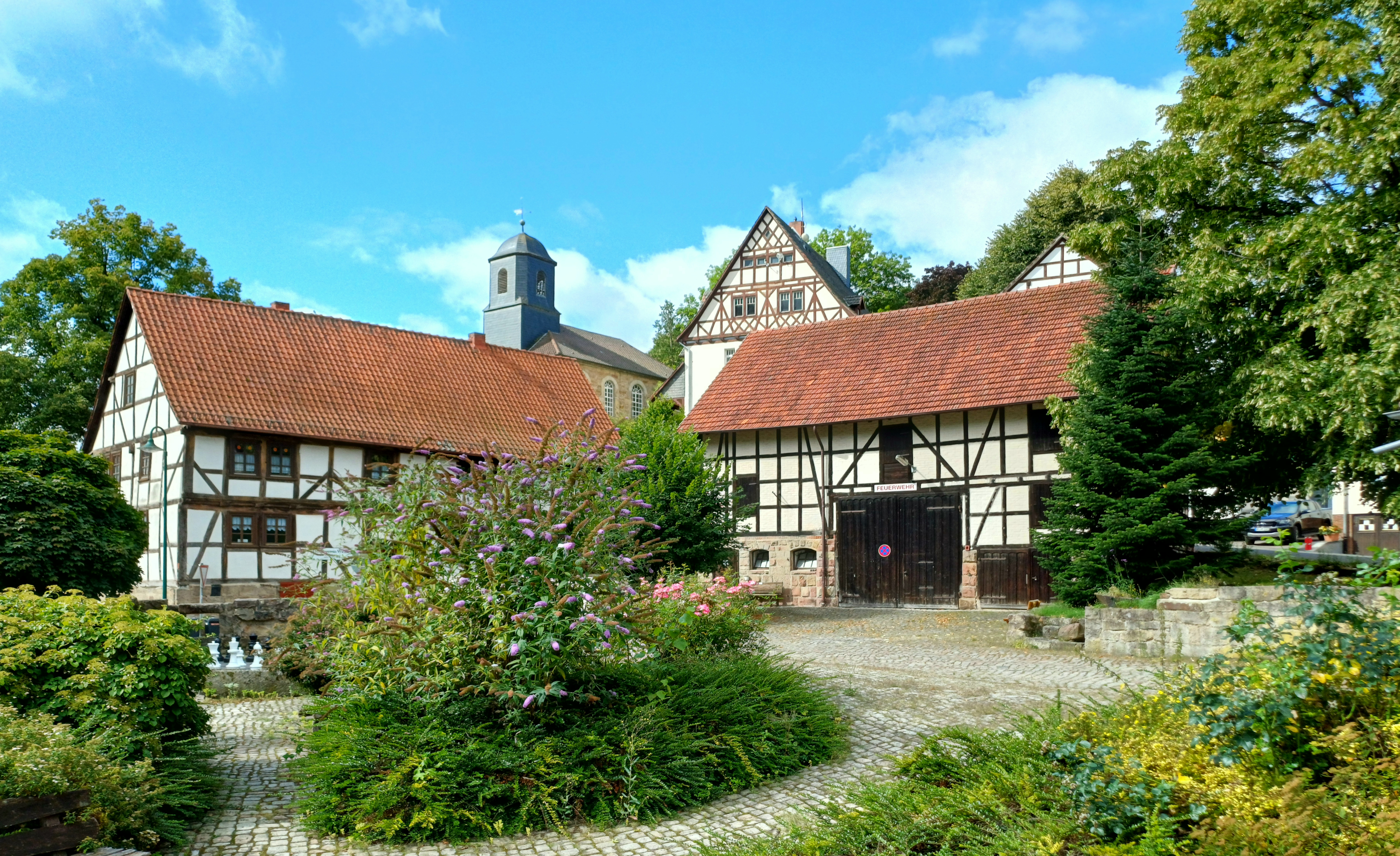
Ortsmitte

Die älteste bekannte schriftliche Erwähnung von Wichte erfolgte im Jahr 1197 unter dem Namen Wichten in einer Urkunde des Klosters Spieskappel.
Weitere Erwähnungen erfolgten unter den Ortsnamen (in Klammern das Jahr der Erwähnung): Wihte (1235), Wychethe  (1540) und Wichte (1585).
Das Kloster Spieskappel wurde 1235 Besitzer des Dorfes und hatte auch das Patronat über die Kirche inne. 1237 erhielt das Kloster Kappel von den Grafen von Ziegenhain das Marktrecht für Wichte. Spätestens ab 1266 war Wichte Pfarrdorf. 
1282 verkaufte das Kloster Kappel die Gerichtsbarkeit und Teile seines Besitzes in Wichte an das Kloster Haydau. 1362 verkaufte das Kloster Kappel auch die restlichen Teile seines Besitzes an das Kloster Haydau.
Zum 31. Dezember 1971 wurde die bis dahin Selbständige Gemeinde Wichte im Zuge der Gebietsreform in Hessen in die Gemeinde Altmorschen eingegliedert. Die Gemeinde Morschen wurde im am 1. Januar 1974 kraft Landesgesetz durch den Zusammenschluss der bis dahin eigenständigen Gemeinden Altmorschen, Heina, Konnefeld und Neumorschen gebildet. Altmorschen wurde Sitz der Gemeindeverwaltung. Gleichzeitig mit dem Zusammenschluss zur Gemeinde Morschen wechselte diese in den neu gebildeten Schwalm-Eder-Kreis. Für alle ehemaligen Gemeinden von Morschen wurden Ortsbezirke mit Ortsbeirat und Ortsvorsteher nach der Hessischen Gemeindeordnung gebildet.

## Bevölkerung
Einwohnerstruktur 2011
Nach den Erhebungen des Zensus 2011 lebten am Stichtag, dem 9. Mai 2011, in Wichte 267 Einwohner. Darunter waren 3 (1,1 %) Ausländer.
Nach dem Lebensalter waren 42 Einwohner unter 18 Jahren, 105 zwischen 18 und 49, 63 zwischen 36 und 64 und 60 Einwohner waren älter. Die Einwohner lebten in 114 Haushalten. Davon waren 33 Singlehaushalte, 24 Paare ohne Kinder und 39 Paare mit Kindern, sowie 12 Alleinerziehende und 3 Wohngemeinschaften. In 21 Haushalten lebten ausschließlich Senioren und in 69 Haushaltungen lebten keine Senioren.
Einwohnerentwicklung
| • 1585: | 19 Haushaltungen |
| • 1747: | 29 Haushaltungen |

| Wichte: Einwohnerzahlen von 1834 bis 2014 | Wichte: Einwohnerzahlen von 1834 bis 2014 | Wichte: Einwohnerzahlen von 1834 bis 2014 | Wichte: Einwohnerzahlen von 1834 bis 2014 | Wichte: Einwohnerzahlen von 1834 bis 2014 |
| --- | ----------------------------------------- | ----------------------------------------- | ----------------------------------------- | ----------------------------------------- |
| Jahr |                                           |                                           |                                           | Einwohner                                 |
| 1834 | 1834                                      |                                           | 292                                       | 292                                       |
| 1840 | 1840                                      |                                           | 312                                       | 312                                       |
| 1846 | 1846                                      |                                           | 328                                       | 328                                       |
| 1852 | 1852                                      |                                           | 393                                       | 393                                       |
| 1858 | 1858                                      |                                           | 288                                       | 288                                       |
| 1864 | 1864                                      |                                           | 295                                       | 295                                       |
| 1871 | 1871                                      |                                           | 248                                       | 248                                       |
| 1875 | 1875                                      |                                           | 276                                       | 276                                       |
| 1885 | 1885                                      |                                           | 276                                       | 276                                       |
| 1895 | 1895                                      |                                           | 258                                       | 258                                       |
| 1905 | 1905                                      |                                           | 236                                       | 236                                       |
| 1910 | 1910                                      |                                           | 247                                       | 247                                       |
| 1925 | 1925                                      |                                           | 289                                       | 289                                       |
| 1939 | 1939                                      |                                           | 228                                       | 228                                       |
| 1946 | 1946                                      |                                           | 377                                       | 377                                       |
| 1950 | 1950                                      |                                           | 363                                       | 363                                       |
| 1956 | 1956                                      |                                           | 335                                       | 335                                       |
| 1961 | 1961                                      |                                           | 298                                       | 298                                       |
| 1967 | 1967                                      |                                           | 296                                       | 296                                       |
| 1970 | 1970                                      |                                           | 304                                       | 304                                       |
| 1980 | 1980                                      |                                           | ?                                         | ?                                         |
| 1990 | 1990                                      |                                           | ?                                         | ?                                         |
| 2000 | 2000                                      |                                           | ?                                         | ?                                         |
| 2011 | 2011                                      |                                           | 267                                       | 267                                       |
| 2014 | 2014                                      |                                           | 245                                       | 245                                       |
| Datenquelle: Historisches Gemeindeverzeichnis für Hessen: Die Bevölkerung der Gemeinden 1834 bis 1967. Wiesbaden: Hessisches Statistisches Landesamt, 1968. Weitere Quellen: ; Gemeinde Morschen:; Zensus 2011 |                                           |                                           |                                           |                                           |

Historische Religionszugehörigkeit
| • 1885: | 275 evangelische (= 99,64 %), ein katholischer (= 0,36 %) Einwohner |
| • 1961: | 277 evangelische (= 92,95 %), 21 katholische (= 7,05 %) Einwohner   |

## Politik
Ortsbeirat
Für Wichte besteht ein Ortsbezirk (Gebiete der ehemaligen Gemeinde Wichte) mit Ortsbeirat und Ortsvorsteher nach der Hessischen Gemeindeordnung.
Der Ortsbeirat besteht aus fünf Mitgliedern. Bei den Kommunalwahlen in Hessen 2021 betrug die Wahlbeteiligung zum Ortsbeirat 65,05 %. Alle Kandidaten gehörten der „Gemeinschaftsliste Wichte“ an. Der Ortsbeirat wählte Sabine Ahrens zur Ortsvorsteherin.
Wappen
Beschreibung: „In Silber eine rotblättrige Frauenschuhblüte mit goldenem Kelch, dessen Rand grün abgefasst ist.“
Das Wappen wurde vom Heraldiker Heinz Ritt aus Bad Nauheim gestaltet und am 26. August 1970 durch das Hessische Ministerium des Innern genehmigt.

## Persönlichkeiten
- Jürgen Ellenberger (* 1960), Jurist, Vizepräsident des Bundesgerichtshofs, geboren in Wichte